# حسینیه خان
حسینیه خان مربوط به دوره قاجار است و در بندر ریگ در شهرستان گناوه در استان بوشهر واقع شده و این اثر در تاریخ ۲۲ خرداد ۱۳۷۹ با شمارهٔ ثبت ۲۷۰۸ به‌عنوان یکی از آثار ملی ایران به ثبت رسیده‌است. این حسینیه در حدود ۲۰۰سال قبل و در زمان خانعلی خان گپ، توسط زنی به نام حاجیه خورشید با اهداء منزل شخصی خود به حسینیه بنیان نهاده شد. پس از حاجیه خورشید، خانعلی خان و بعدها حیدر خان و فرزندانش اله کرم خان بانی و متولی حسینیه بوده‌اند».
حیدر خان بندر ریگی(۱۲۴۴ش ـ ۱۳۱۳ش) فرزند خانعلی خان بندر ریگی ضابط و حاکم بندر ریگ در سال‌های هم‌زمان با جنگ جهانی اول بود. «در زمان حیدر خان، آبادی، عمران و توجه به امور زراعت و کشاورزی در بندر ریگ گسترش یافت. حسینیهٔ بزرگ حیدر خان که در ایام سوگواری خامس آل عبا و شهدای کربلا در آن به عزاداری می‌پرداخت، هنوز هم در بندر ریگ قابل استفاده‌است. مراسم تعزیه خوانی ایام عاشورا از زمان حیدر خان در بندر ریگ مرسوم شد و تا امروز هم هر ساله این مراسم باشکوه در میدان طاق روبروی خانه غلامحسین خان حیات داودی برگزار می‌شود. مراسم تعزیه خوانی بیشتر در میدان طاق است. حیدر خان در شیراز در گذشت و آرامگاه وی در شهر مقدس قم قرار دارد. مرحوم سید محمد ابطحی (۱۳۰۳ش ـ ۱۳۵۶ش) دارای تحصیلات حوزوی ـ مدتی به عنوان خادم اهل البیت در حسینیهٔ خان به خدمت مشغول بود و بعدها مدیریت و بانی حسینیهٔ احمدی بندر ریگ را عهده‌دار شد و امروزه فرزند ایشان سید مرتضی بانی حسینیه است.».